# Монтобан-де-Люшон
Монтоба́н-де-Люшо́н (фр. Montauban-de-Luchon, окс. Montauban de Luishon) — коммуна во Франции, находится в регионе Юг — Пиренеи. Департамент — Верхняя Гаронна. Входит в состав кантона Баньер-де-Люшон. Округ коммуны — Сен-Годенс.
Код INSEE коммуны — 31360.

## География

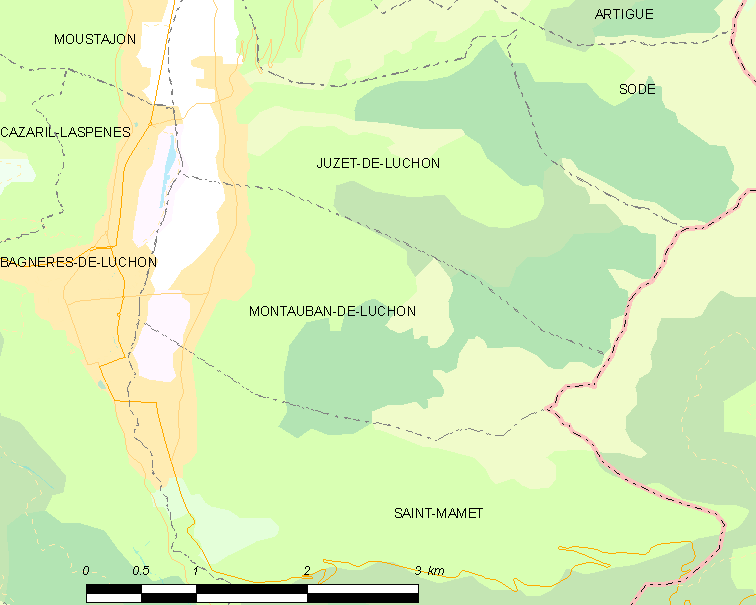
Карта коммуны

Коммуна расположена приблизительно в 690 км к югу от Парижа, в 115 км к юго-западу от Тулузы.
На западе коммуны протекает река Пик. Большую часть территории коммуны занимают леса.

## Климат
Климат умеренно-океанический. Зима мягкая и снежная, весна характеризуется сильными дождями и грозами, лето сухое и жаркое, осень солнечная. Преобладают сильные юго-восточные и северо-западные ветры.

## Население
Население коммуны на 2010 год составляло 465 человек.
| 1962 | 1968 | 1975 | 1982 | 1990 | 1999 | 2010 |
| ---- | ---- | ---- | ---- | ---- | ---- | ---- |
| 263  | 337  | 352  | 416  | 434  | 459  | 465  |

## Администрация
| Период | Период | Фамилия    | Партия | Примечания |
| ------ | ------ | ---------- | ------ | ---------- |
| 2001   | 2014   | Жоэль Тине |        |            |
| 2014   | 2020   | Жан Сикар  |        |            |

## Экономика
В 2010 году среди 284 человек трудоспособного возраста (15—64 лет) 168 были экономически активными, 116 — неактивными (показатель активности — 59,2 %, в 1999 году было 65,6 %). Из 168 активных жителей работали 161 человек (83 мужчины и 78 женщин), безработных было 7 (5 мужчин и 2 женщины). Среди 116 неактивных 11 человек были учениками или студентами, 31 — пенсионерами, 74 были неактивными по другим причинам.

## Фотогалерея

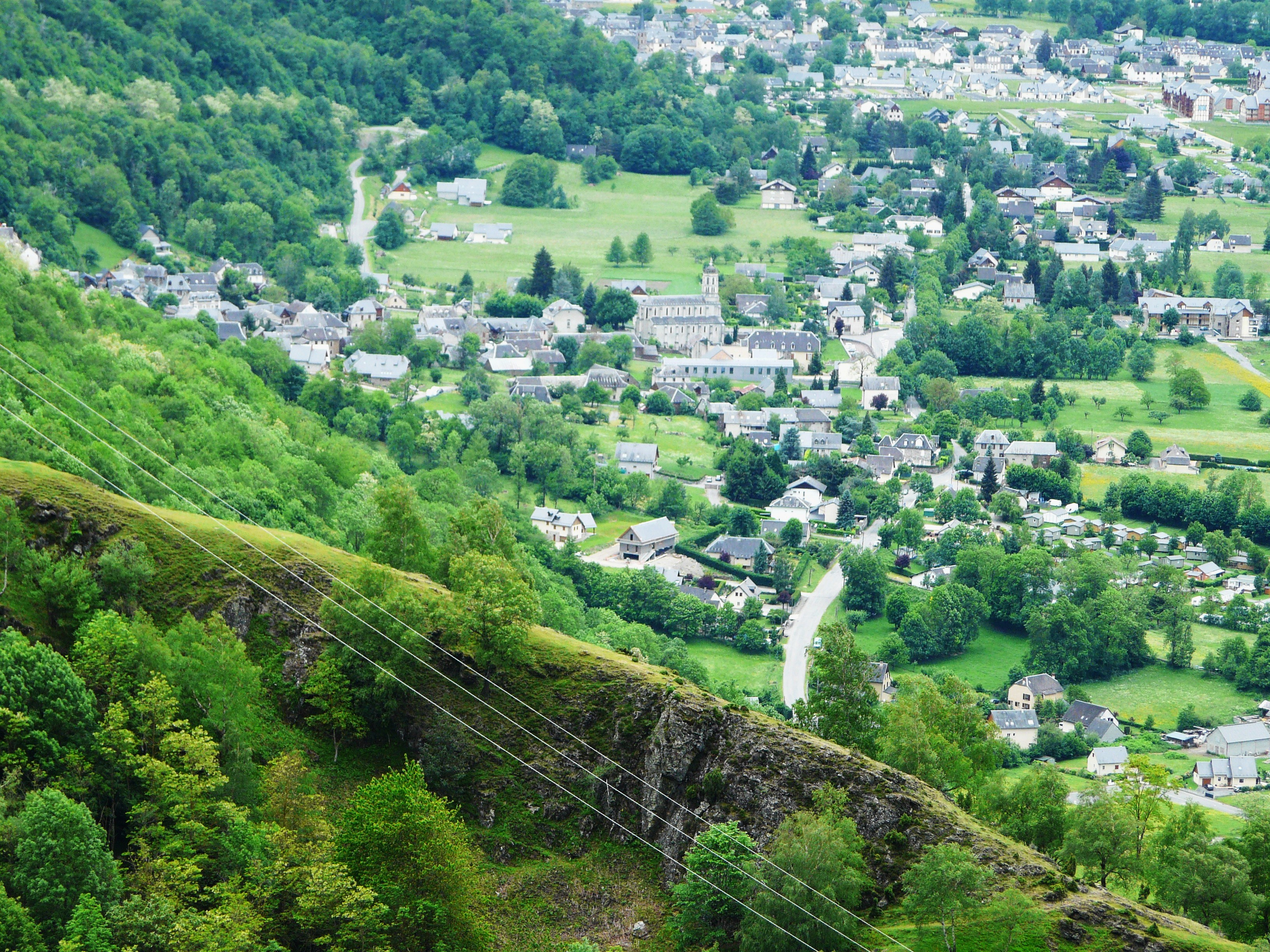
Монтобан-де-Люшон
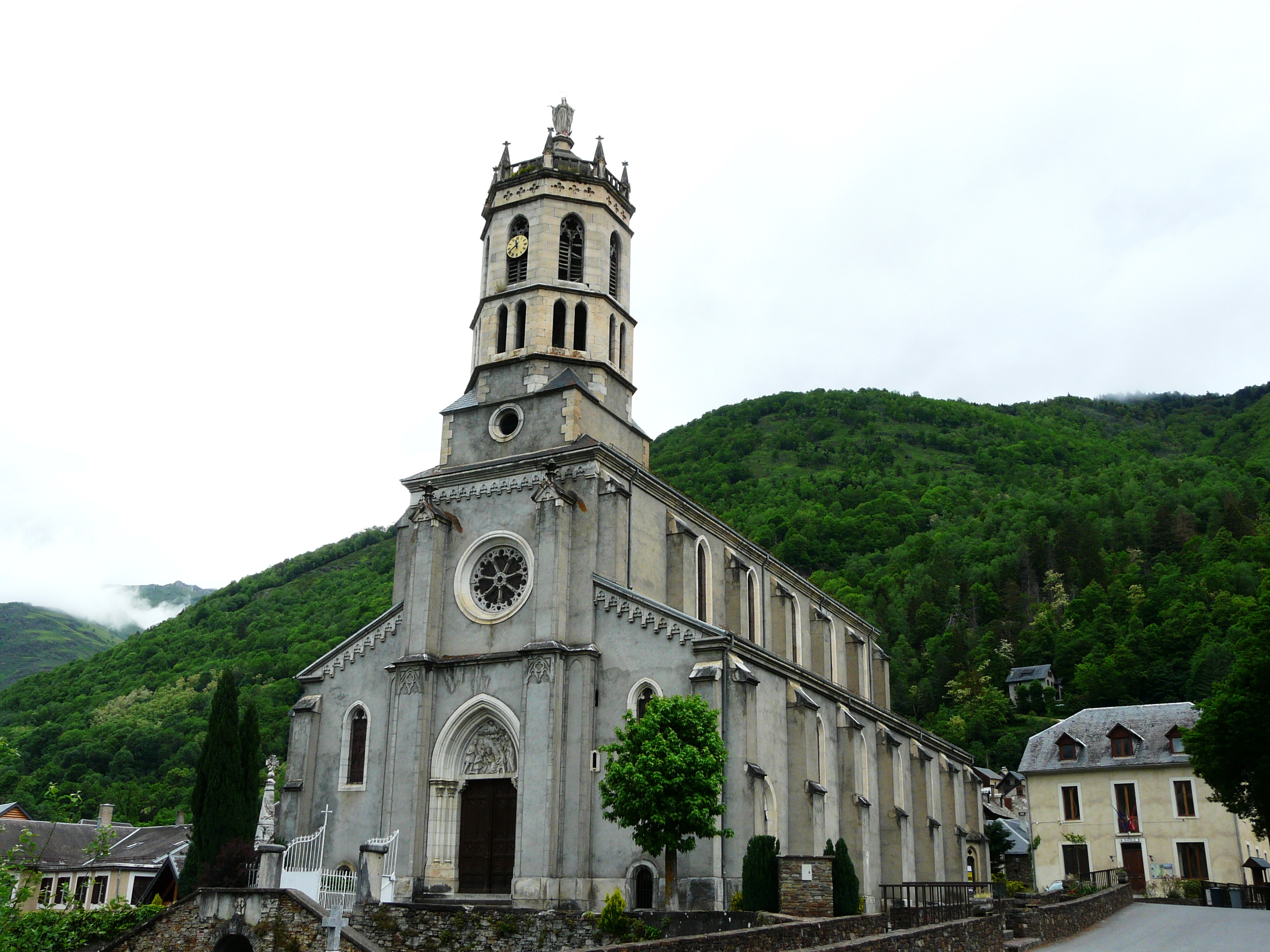
Церковь Успения Богоматери
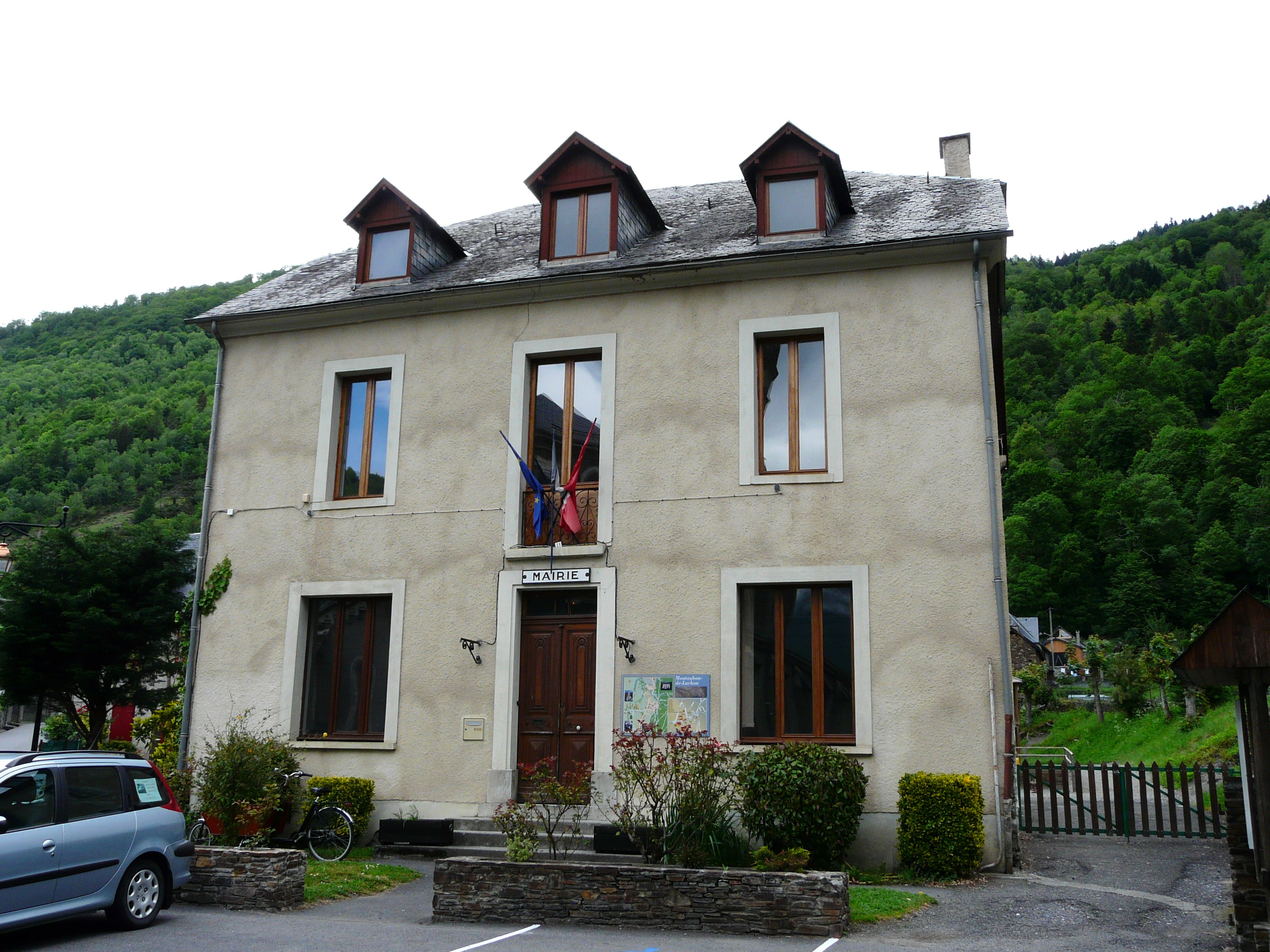
Мэрия
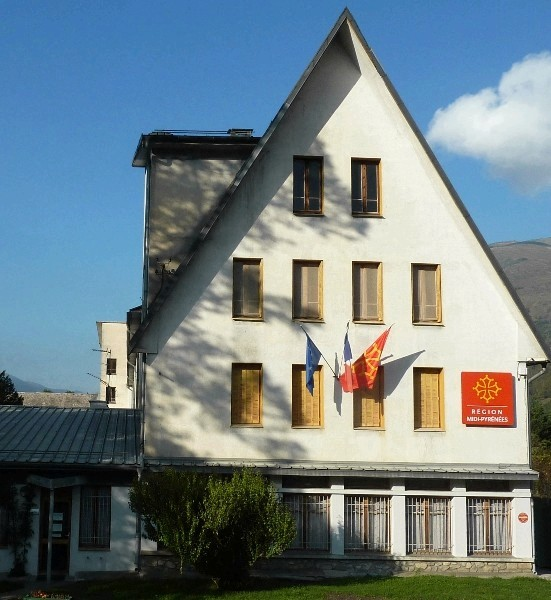
Деревообрабатывающий лицей
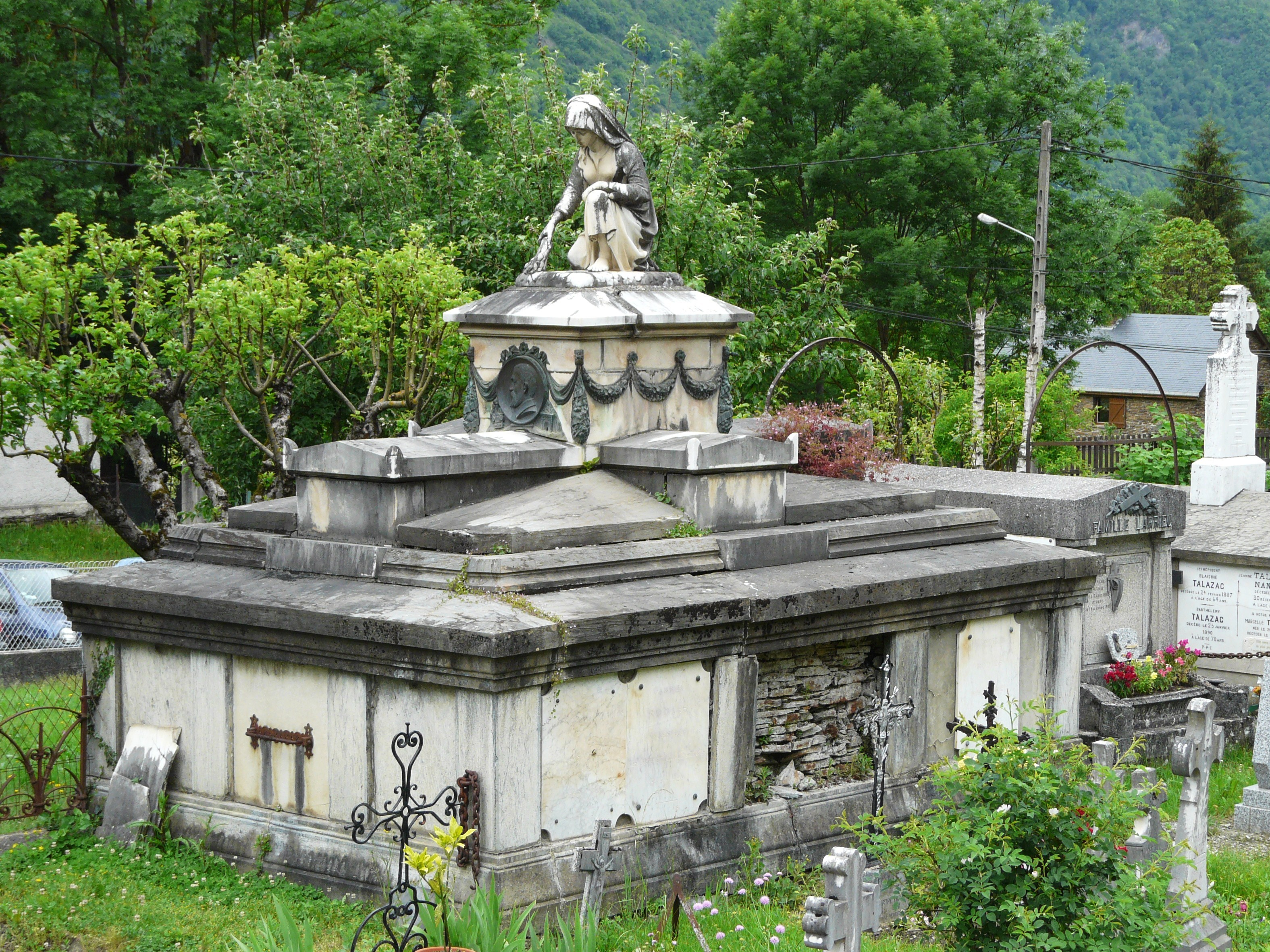
Склеп на кладбище
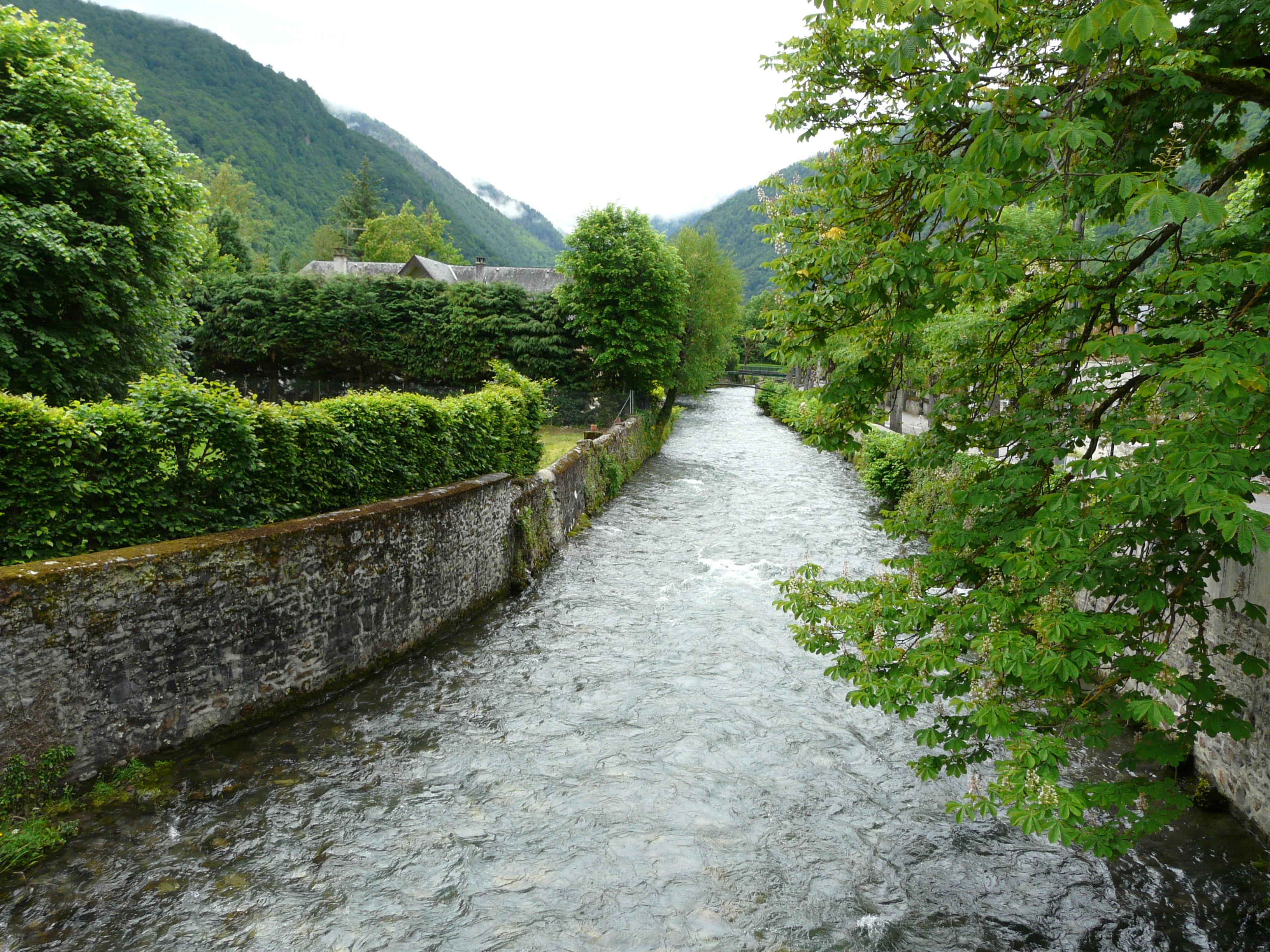
Река Пик